# Anneisha McLaughlin-Whilby
Anneisha McLaughlin-Whilby (Manchester, 6 gennaio 1986) è una velocista giamaicana.

## Palmarès
| Anno | Manifestazione          | Sede           | Evento      | Risultato  | Prestazione | Note                                     |
| ---- | ----------------------- | -------------- | ----------- | ---------- | ----------- | ---------------------------------------- |
| 2000 | Mondiali U20            | Santiago       | 4×400 m     | Argento    | 3'33"99     |                                          |
| 2001 | Mondiali U18            | Debrecen       | 400 m piani | Bronzo     | 53"35       |                                          |
| 2001 | Mondiali U18            | Debrecen       | Svedese     | Argento    | 2'07"45     |                                          |
| 2002 | Mondiali U20            | Kingston       | 200 m piani | Argento    | 22"94       | Miglior prestazione personale            |
| 2002 | Mondiali U20            | Kingston       | 4×100 m     | Oro        | 43"40       | Record dei campionati                    |
| 2003 | Mondiali U18            | Sherbrooke     | 200 m piani | Oro        | 23"26       |                                          |
| 2003 | Mondiali U18            | Sherbrooke     | Svedese     | Argento    | 2'07"05     |                                          |
| 2004 | Mondiali U20            | Grosseto       | 200 m piani | Argento    | 23"21       |                                          |
| 2004 | Mondiali U20            | Grosseto       | 4×100 m     | Argento    | 43"63       |                                          |
| 2004 | Mondiali U20            | Grosseto       | 4×400 m     | Bronzo     | 3'30"37     |                                          |
| 2007 | Campionati NACAC        | San Salvador   | 200 m piani | 5ª         | 23"27       |                                          |
| 2007 | Campionati NACAC        | San Salvador   | 4×100 m     | Oro        | 43"73       |                                          |
| 2009 | Mondiali                | Berlino        | 200 m piani | 5ª         | 22"62       |                                          |
| 2011 | Universiadi             | Shenzhen       | 200 m piani | Oro        | 22"54       |                                          |
| 2011 | Universiadi             | Shenzhen       | 4×100 m     | Bronzo     | 43"57       |                                          |
| 2013 | Mondiali                | Mosca          | 200 m piani | Semifinale | 27"13       |                                          |
| 2014 | Mondiali indoor         | Sopot          | 4×400 m     | Argento    | 3'26"54     | Record nazionale                         |
| 2014 | World Relays            | Nassau         | 4×200 m     | Bronzo     | 1'30"04     | Record nazionale                         |
| 2014 | Giochi del Commonwealth | Glasgow        | 200 m piani | 5ª         | 22"68       | Miglior prestazione personale stagionale |
| 2016 | Mondiali indoor         | Portland       | 4×400 m     | Finale     | dnf         |                                          |
| 2016 | Giochi olimpici         | Rio de Janeiro | 4×400 m     | Argento    | 3'20"34     |                                          |
| 2017 | World Relays            | Nassau         | 4×400 m     | Bronzo     | 3'28"49     | Miglior prestazione personale stagionale |
| 2017 | Mondiali                | Londra         | 4×400 m     | Finale     | dnf         |                                          |